# Jacques-Antoine de Chambarlhac de Laubespin
Pour les articles homonymes, voir Dominique-André de Chambarlhac.
Jean Jacques-Antoine Vital François de Chambarlhac, né le 2 août 1754 aux Estables dans le Velay et mort le 3 février 1826 à Paris, est un général français de la Révolution et de l’Empire.

## Biographie

### Guerres de la Révolution
Le 1er mai 1769, à peine 15 ans, il entre comme soldat au régiment d'Auvergne. Le 1er juillet de la même année il est nommé caporal puis sergent 3 mois après le 12 octobre 1769 et devient sous-lieutenant le 26 mars 1770. Il abandonne le service le 1er janvier 1774, et n'y rentre en 1791 que pour prendre le 21 juin 1792, le commandement du 1er bataillon de volontaires de la Haute-Loire, et il a sous ses ordres son fils Jean-Jacques. Il se trouve, en 1792, à l'armée des Alpes, commandée par Kellermann, et se bat intrépidement à l'attaque des retranchements du Mont-Cenis, où il s'empare de 1 000 Piémontais et de 2 canons. Kellermann, dans son rapport à la Convention nationale, lui donne des éloges pour sa belle conduite dans les diverses affaires qui eurent pour résultat l'expulsion des Piémontais du Mont-Blanc. En prairial An II, il est chef de la 117e demi-brigade de première formation. Le 26 ventose An IV, il est chef de brigade de la 75e demi-brigade de deuxième formation.
Il fait en l'an IV, comme colonel, la campagne d'Italie (1796-1797), sous le général Bonaparte, et il se conduit avec tant de bravoure à Arcole qu'il est fait général de brigade sur le champ de bataille le 22 décembre 1796. En nivôse de l'an V, il commande en chef le génie au siège de Kehl, dont les Autrichiens ne peuvent s'emparer qu'après cinquante jours d'un siège pénible et après avoir perdu plus de 6 000 hommes. Il revient en France, retourne en Italie, où il sert en l'an VII sous Schérer, qui lui donne le commandement des avant-postes près de Vérone. Il résiste longtemps aux efforts de l'armée autrichienne, mais blessé grièvement plusieurs fois, il doit s'éloigner de l'armée pour sa guérison.

### Le Consulat
Le gouvernement consulaire l'envoie en l'an VIII, en Vendée contre les chouans, qu'il traque sans ménagement. Dans une lettre adressée au premier Consul le 8 pluviôse, Lefebvre, qui commande en chef les 15e et 17e divisions militaires, rapporte que Chambarlhac, uni à Merle, parvient à joindre les chouans aux environs de Mortagne, les poursuit au-delà du Mesle-sur-Sarthe, fusillant sans miséricorde tous ceux qui tombent en son pouvoir. À la même date, Chambarlhac écrit aussi d'Alençon au Premier Consul pour lui annoncer qu'il va marcher contre Frotté. En effet, le 9 pluviôse an VIII, il surprend une bande de chouans, la taille en pièces, s'empare du château de Lachau, et fait prisonniers les chefs rebelles, entre autres Frotté avec lequel il a refusé auparavant de négocier et de correspondre, « par la raison, disait-il, qu'un général républicain ne pouvait traiter d'égal à égal avec un chef de brigands. »
Nommé à la même époque général de division, et appelé à l'armée de réserve, il rentre une troisième fois en Italie. Le 20 prairial an VIII, à l'affaire de Casteggio, le général Lannes l'envoie au secours de la division Watrin, qui a été fort maltraitée par l'ennemi. Il prend part à la bataille de Marengo, comme appartenant au corps du général Victor. Sa division placée en première ligne sous le feu des Autrichiens, a à déplorer la perte d'un grand nombre d'hommes. En l'an X, il commande la garnison de Mayence, et plus tard la 13e division militaire. En l'an XII, le premier Consul le nomme, le 19 frimaire, membre de la Légion d'honneur, et le 25 prairial commandeur de l'Ordre et électeur du département de la Haute-Loire.

### L'Empire
En 1809, les Anglais qui viennent d'échouer honteusement dans leur tentative de diversion sur les côtes de Naples, pendant la lutte des Français avec l'Autriche, projettent une nouvelle expédition sur les côtes de Hollande, vers l'embouchure de l'Escaut. Il se trouve alors à Gand et commande la 24e division militaire. Il prend en cette circonstance toutes les mesures nécessaires pour empêcher l'ennemi de passer l'Escaut. Néanmoins, l'Île de Walcheren est envahie et la place de Flessingue, mal défendue par le général Monnet, se rend aux Anglais le 15 août.
Il est créé baron de l'Empire le 30 août 1811. Au commencement de 1813, alors qu'il commande à Bruxelles, il forme un corps spécial de tous les militaires qui se trouvent éloignés de leurs régiments, et rejoint l'armée en Saxe. Il se signale dans plusieurs occasions. De retour à Bruxelles, son séjour dans cette ville est cette fois de courte durée. Après la capitulation de Paris (1814), il fait sa soumission au gouvernement provisoire (1814), et Louis XVIII le nomme chevalier de Saint-Louis le 21 août 1814, et maire du village d'Ablon (aujourd'hui Ablon-sur-Seine), où il passe les dernières années de sa vie. Au second retour des Bourbons, il cesse de remplir des fonctions publiques et meurt à Paris le 3 février 1826.

## Titres
- Baron de l'Aubépin et de Mézenc, les Estables, Freycenet-la-Tour, Laussonne (Ancien Régime) ;
- Baron de l'Aubespin et de l'Empire (lettres patentes du 30 août 1811).

## Décorations
- Légion d'honneur :
  - Légionnaire (19 frimaire an XII), puis,
  - Commandeur de la Légion d'honneur (25 prairial an XII),
- Ordre royal et militaire de Saint-Louis :
  - Chevalier (21 août 1814).

## Armoiries
| Figure | Blasonnement |
|        | Armes du baron de Laubespin et de l'Empire Écartelé : au 1 d'azur au chevron d'or accompagné de trois colombes du même, becquées et membrées de gueule, deux en chef, une en pointe (de Chambarlhac) ; au 2 des barons tirés de l'armée ; au 3 d'or à l'aubépine de sinople, terrassée du même ; au 4 de sinople chargé d'un camp composé de tentes d'argent, la plus grande posée en abîme. Armes parlantes (Laubespin⇔aubépine). |